# NGC 2691
NGC 2691 is een spiraalvormig sterrenstelsel in het sterrenbeeld Lynx. Het hemelobject werd op 20 maart 1787 ontdekt door de Duits-Britse astronoom William Herschel.

## Synoniemen
- UGC 4664
- IRAS 08515+3943
- MCG 7-18-64
- ZWG 208.68
- MK 391
- ZWG 209.6
- KUG 0851+397
- PGC 25020